# Existens
Se även Existens (TV-program).
Existens (lexikaliskt: tillvaro, verklighet, befintlighet, liv; bestånd, fortvaro; uppehälle, utkomst, vara) är ett centralt begrepp inom de filosofiska områdena ontologi och metafysik som just behandlar frågor om vad som finns och vad det innebär att något finns. 
I filosofins historia kan man se en grundläggande skillnad mellan ontologisk idealism och materialism. Idealister menar att verkligheten fundamentalt är i någon mening andlig (medveten, idémässig), medan materialister anser att den djupast sett är materiell (fysisk). Inom dessa huvudinriktningar finns flera olika varianter. Hos både idealister och materialister förekommer tanken att existens innebär bestämdhet. Frågan vad det betyder att något existerar (finns) är en annan än frågan hur man får kunskap om det som existerar (kunskapsteori, epistemologi).